# Trans Canada Trail
Trans Canada Trail (Đường mòn xuyên Canada), tên chính thức được đổi tên thành The Great Trail (Đường mòn Vĩ đại) vào tháng 9 năm 2016, 
là một hệ thống xuyên Canada gồm các tuyến đường xanh, đường thủy và đường bộ trải dài từ Đại Tây Dương đến Thái Bình Dương đến các đại dương Bắc Cực. Đường mòn kéo dài hơn 24.000 km (15.000 dặm); bây giờ nó là mạng lưới giải trí đa dụng dài nhất trên thế giới. Ý tưởng cho con đường mòn bắt đầu vào năm 1992, ngay sau lễ kỷ niệm 125 năm Canada. Kể từ đó, nó đã được hỗ trợ bởi sự đóng góp từ các cá nhân, tập đoàn, tổ chức và tất cả các cấp chính quyền.
Trans Canada Trail (TCT) là tên của nhóm phi lợi nhuận gây quỹ cho sự phát triển liên tục của con đường mòn. Tuy nhiên, đường mòn được sở hữu và vận hành ở cấp địa phương.
Vào ngày 26 tháng 8 năm 2017, TCT đã tổ chức lễ kết nối đường mòn với nhiều sự kiện được tổ chức trên khắp Canada. TCT cho biết hiện họ có kế hoạch làm cho những đường nhỏ dễ tiếp cận hơn, thay thế đường tạm thời bằng đường xanh ngoài đường, thêm các điểm, vòng lặp mới vào đường mòn và tài trợ cho việc sửa chữa khẩn cấp khi cần thiết.